# Découpe laser

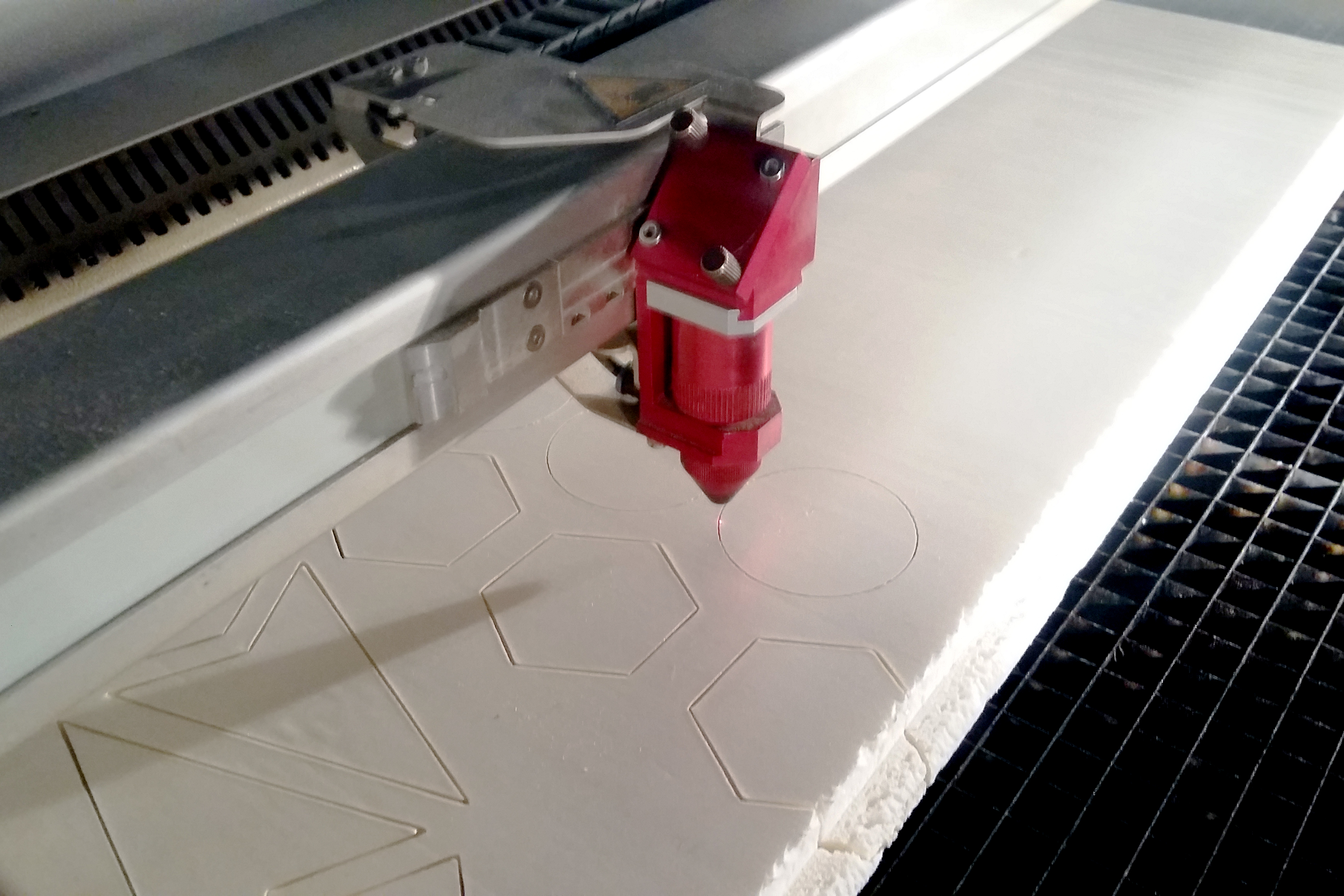
Machine de découpe laser en train de couper des formes géométriques sur du polystyrène expansé.

La découpe laser est un procédé de fabrication qui consiste à découper la matière grâce à une grande quantité d’énergie générée par un laser et concentrée sur une très faible surface. Cette technique est majoritairement destinée aux chaînes de production industrielles, mais peut également convenir aux boutiques, aux établissements professionnels et aux tiers-lieux de fabrication. 
Les performances de la découpe laser sont en constante évolution : diversification des matériaux, augmentation de l'épaisseur de la découpe, finalisation du rendu. Ces critères d’amélioration sont liés notamment aux progrès réalisés en matière de sources laser. 
Le laser peut être pulsé (source de type YAG), continu (source CO2 ou azote).

## Principe
La focalisation d'un rayon laser permet d'élever la température d'une zone réduite de matière, jusqu'à vaporisation. La puissance d'un laser varie en fonction du matériau à découper et de son épaisseur. 
La zone affectée thermiquement (ou ZAT) par le rayon laser est relativement faible, ce qui explique le peu de déformation subi par les pièces découpées. La matière découpée change de nature chimique au point d’impact du laser et devient généralement plus rugueuse. A titre indicatif, la ZAT est de l’ordre de 0.3 mm sur une matière métallique.
Il est très courant d'utiliser un gaz additionnel (Argon, Azote, CO2) dans la zone de découpage pour en améliorer l’efficacité : soit pour repousser les débris de découpe afin de maintenir une zone de travail propre, soit pour neutraliser la ZAT et éviter la formation de flamme, soit pour favoriser la découpe par oxydation. 
Ce procédé permet une découpe précise, nette et rapide de nombreux matériaux jusqu'à 25 mm[réf. souhaitée]. 
La découpe se fait généralement sur des plaques de matériaux par des machines comportant trois axes. Cependant, il est souvent possible de rajouter un quatrième axe qui permet de faire des gravures en révolution.

## Historique
Dès l'apparition des sources laser, les industriels s'intéressent à la mécanique qui permettrait de les intégrer dans une machine-outil. 
Les obstacles rencontrés sont alors la puissance disponible des sources laser et leur compacité. Ces obstacles sont levés dès 1967, lorsque Peter Houldcroft invente le procédé de découpe avec gaz d'assistance et buse de focalisation.
Depuis, la rupture technologique opérée a permis au procédé de découpe laser de se répandre très rapidement dans l'industrie mondiale.
Depuis 2008, la réduction du prix des machines de découpe laser et l’essor du concept de Do It Yourself ont contribué à populariser cette technique auprès du grand public et à la rendre accessible aux artistes et bricoleurs. De nombreuses fonctions créatives utilisent la découpe laser pour créer des maquettes et concrétiser ainsi des idées. 

## Typologie
Il y a plusieurs types de classification des techniques laser. 
Les points communs permettant les regroupements en grandes familles sont :
- leur puissance,
- leur domaine de longueur d’onde couvert,
- l’application qui les emploie,
- la durée d’impulsion,
- la fréquence,
- la technique de construction.

Les lasers employés dans l’industrie pour la découpe sont principalement les lasers à source CO2, à source YAG et à fibre.
Actuellement, les lasers à source CO2 sont largement majoritaires en France[réf. souhaitée]. Ils permettent en effet de découper beaucoup plus de matériaux et à une vitesse plus élevée que les lasers pulsés.

## Applications

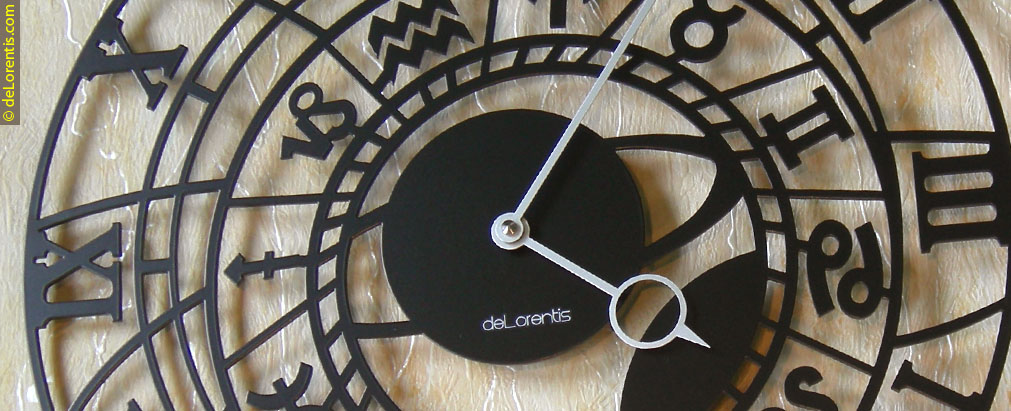
Horloge murale originale réalisée avec la technique de la découpe Laser

Les applications militaires concentrent la majorité des investissements R&D dans ce domaine, notamment aux États-Unis.
Dans les domaines de la signalétique et de la décoration, la découpe de bois et de polymère est très répandue.
À partir des années 2000, les lasers commencent à investir le domaine du grand public, notamment par le biais de la personnalisation de masse. Les applications de découpe laser s’appliquent alors à des médailles, des objets publicitaires, des bijoux ou encore des bouteilles de spiritueux.
En 2007, les techniques ont énormément évolué, la puissance des lasers de découpe CO2 dépasse les 6kW.

## Matériaux
Toute matière peut être découpée par un laser : métal, textile, papier, carton, céramique, composite, cuir, verre, etc. Des longueurs d’onde spécifiques ont été développées pour obtenir un rendu optimisé sur chaque matière. 
Certains matériaux possèdent toutefois des propriétés qui complexifient leur réaction au laser : par exemple l’argent et le cuivre en raison de leurs propriétés réfléchissantes. Il est toujours important de bien qualifier l’adéquation entre le laser et la matière. 
La découpe de métaux représente le domaine d’activité le plus important. Dans ce secteur, il est complémentaire à d’autres procédés comme la découpe par jet d’eau haute pression ou le poinçonnage.
Lors de l’utilisation d’un laser pour perforer des matières, il est conseillé de conserver un rapport de proportionnalité égal entre le diamètre de la perforation et l’épaisseur du matériau.
Un cas particulier, envisagé dans les années ou décennies à venir, est le découpage laser du corium qui s'est déposé in situ dans et/ou sous les cuves des réacteurs fondus, à la suite de la catastrophe nucléaire de Fukushima consécutive au Séisme de 2011 de la côte Pacifique du Tōhoku, suivi du tsunami du 11 mars 2011. Ce corium contient une grande partie des 256 tonnes d'éléments de combustible nucléaire des cœurs de 3 réacteurs qui ont fondu.

## Configuration technique et production
Le choix d’utilisation d’un laser prend en compte des critères de performance tels que la vitesse de découpe, l’intégration dans une chaîne de production et le rendu final sur matériaux.
La puissance d’un laser varie en fonction du matériau à découper et de son épaisseur. C’est un paramètre majeur dans le processus de découpe laser : plus la puissance est importante, plus l’impact sur le matériau est important. Une puissance élevée peut permettre d’augmenter la vitesse de découpe dans certaines configurations. Les lasers couramment utilisés ont une puissance de 4000 watts mais les sources peuvent varier de quelques watts à plus de 16 kW[réf. souhaitée]. 
Les machines-outils de découpe laser sont programmables et intégrables dans une chaîne de production. Asservies à un ordinateur personnel, elles quittent la chaîne de production pour s’intégrer à un environnement de création, par exemple dans un Fab-lab, en lien avec une imprimante 3D ou d'autres outils pour produire une grande variété de pièces ou d'objets.

## Avantages
Le laser permet de faire varier à volonté la forme découpée. 
Il est souvent possible de graver du texte avec la même machine. Un logiciel de pilotage avec des fonctionnalités de création et de prévisualisation est alors utilisé pour mettre en forme un texte ou un élément graphique.

## Contraintes
La plus grande contrainte du laser est l’effet thermique associé à l’opération de découpe et de marquage. Des techniques spécifiques de refroidissement de la matière à découper sont nécessaires : soit par l’adaptation de la vitesse, soit par l’apport d’un gaz adapté, soit par l’optimisation des paramètres du laser. 
La connaissance des règles de sécurité est un impératif préalable à l’utilisation d’un laser,. À titre de comparaison, un laser de classe II potentiellement dangereux a une puissance de moins de 1 mW.

## Services de découpe laser
En raison du coût d’une machine-outil laser, peu accessible au grand public, des normes de sécurité et du niveau de technicité exigé pour préparer des travaux de découpe, de nombreuses entreprises offrent leurs services pour répondre aux commandes des particuliers, que ce soit en boutique, en atelier ou en ligne.
Les travaux de découpe laser CO2 pour matériaux organiques figurent parmi les demandes les plus populaires et offrant les prix les plus bas. Ces services sont généralement employés pour des épaisseurs faibles (1 à 6 mm).
Des sites en ligne permettent d’acheter des prestations de découpe.

## Aspect économique
Les coûts d'utilisation sont devenus très faibles grâce à la forte augmentation de productivité des machines[réf. souhaitée].
Le laser est un marché mondial dominé par trois puissances : l’Allemagne, les États-Unis et la Chine. 
Le parc français de machines de découpe laser CO2 installées approche les 2000 unités avec environ 200 nouvelles machines par an[réf. souhaitée].
Historiquement, le monde du laser était dominé par les lasers CO2 qui représentent toujours la plus grande partie du parc industriel. Cette technique est l’apanage de grands groupes industriels tels que Coherent, Rofin-Synrad Technologies et Trumpf.
Le développement de techniques telles que les lasers fibre a permis l’apparition d’un marché alternatif, avec des groupes industriels tels qu’IPG. 
Ces machines sont majoritairement utilisées par des PME spécialisées dans la sous-traitance en tôlerie.
Le coût d'un équipement varie de 200 000 euros pour une machine d'occasion reconstruite à plus d'1 million d'euros pour les plus puissantes, les plus performantes et les plus automatisées avec robot de déchargement et triage de pièces.
Les sous-traitants facturent généralement leurs prestations au temps réel passé à découper les pièces. Le taux horaire varie de 50 € à plusieurs centaines d'euros suivant le procédé de découpe utilisé (basse ou haute pression azote, suivant la matière et/ou le souhait de ne pas avoir d'oxydation sur la tranche de la découpe).
Il existe des plateformes de découpe laser en ligne, et permettent via un configurateur de choisir les matériaux, l'épaisseur, de dimensionner la pièce et de payer en ligne.